# فرانسيس شومان هويل
فرانسيس شومان هويل (بالإنجليزية: Frances Schumann Howell)‏ هي رسامة أمريكية، ولدت في 1905، وتوفيت في 1994.